# Will Stevens
William Stevens známý jako Will Stevens se narodil 28. června 1991 v Rochfordu, Essex. Jedná se o automobilového závodníka, bývalého pilota Formule 1, kde závodil za tým Manor. Svůj první závod v F1 jel už v roce 2014 s týmem Caterham, kde nahradil v Grand Prix Abú Dhabí 2014 Švéda Marcuse Ericssona, který se s týmem rozešel mimo jiné i z důvodu, že stáji hrozil zánik, který v zimě roku 2015 skutečně nastal. Will si tehdy připsal 17. příčku. V roce 2015 bylo jeho stálé číslo 28 a parťákem v Manoru Roberto Merhi.

## Shrnutí kariéry
| Sezona  | Série                   | Team                   | Závody           | Vítězství        | Pole             | Nej.kola         | Podia            | Body             | Umístění         |
| ------- | ----------------------- | ---------------------- | ---------------- | ---------------- | ---------------- | ---------------- | ---------------- | ---------------- | ---------------- |
| 2008    | Formula Junior FR2.0    | Fortec Motorsport      | 4                | 0                | 0                | 1                | 1                | 15               | 8                |
| 2008    | Formula Renault 2.0     | Fortec Motorsport      | 4                | 0                | 0                | 0                | 0                | 54               | 8                |
| 2008–09 | Toyota Racing           | Giles Motorsport       | 9                | 0                | 1                | 0                | 5                | 491              | 9                |
| 2009    | Formula Renault 2.0     | Fortec Motorsport      | 4                | 0                | 0                | 0                | 0                | N/A              | NC†              |
| 2009    | Formula Renault UK      | Fortec Motorsport      | 20               | 0                | 0                | 0                | 1                | 247              | 7                |
| 2010    | Formula Renault 2.0 NEC | MP Motorsport          | 3                | 1                | 1                | 0                | 1                | 58               | 17               |
| 2010    | Formula Renault 2.0     | Manor Competition      | 2                | 0                | 0                | 0                | 1                | N/A              | NC†              |
| 2010    | Formula Renault UK      | Manor Competition      | 20               | 1                | 1                | 0                | 7                | 397              | 4                |
| 2011    | Formula Renault 2.0 UK  | Fortec Motorsport      | 14               | 1                | 3                | 0                | 4                | 116              | 4                |
| 2011    | Formule Renault 2.0     | Fortec Motorsport      | 4                | 0                | 1                | 0                | 2                | 76               | 14               |
| 2012    | Formule Renault 3.5     | Carlin                 | 17               | 0                | 0                | 0                | 1                | 59               | 12               |
| 2013    | Formule Renault 3.5     | P1 by Strakka Racing   | 17               | 0                | 0                | 2                | 5                | 148              | 4                |
| 2013    | Formule 1               | Caterham F1 Team       | Testovací jezdec | Testovací jezdec | Testovací jezdec | Testovací jezdec | Testovací jezdec | Testovací jezdec | Testovací jezdec |
| 2014    | Formule Renault 3.5     | Strakka Racing         | 17               | 2                | 1                | 0                | 4                | 122              | 6                |
| 2014    | Formule 1               | Caterham F1 Team       | 1                | 0                | 0                | 0                | 0                | 0                | 23               |
| 2015    | Formule 1               | Manor Marussia F1 Team | 0                | 0                | 0                | 0                | 0                | 0                | 21               |

## Kompletní výsledky ve Formuli 1
| Legenda k tabulce | Legenda k tabulce                                                                       |
| Barva             | Výsledek                                                                                |
| ----------------- | --------------------------------------------------------------------------------------- |
| Zlatá             | Vítěz                                                                                   |
| Stříbrná          | 2. místo                                                                                |
| Bronzová          | 3. místo                                                                                |
| Zelená            | Bodované umístění                                                                       |
| Modrá             | Nebodované umístění                                                                     |
| Modrá             | Dokončil neklasifikován (NC)                                                            |
| Fialová           | Odstoupil (Ret)                                                                         |
| Červená           | Nekvalifikoval se (DNQ)                                                                 |
| Červená           | Nepředkvalifikoval se (DNPQ)                                                            |
| Černá             | Diskvalifikován (DSQ)                                                                   |
| Bílá              | Nestartoval (DNS)                                                                       |
| Bílá              | Závod zrušen (C)                                                                        |
| Světle modrá      | Pouze trénoval (PO)                                                                     |
| Světle modrá      | Páteční testovací jezdec (TD)                                                           |
| Bez barvy         | Netrénoval (DNP)                                                                        |
| Bez barvy         | Vyřazen (EX)                                                                            |
| Bez barvy         | Nepřijel (DNA)                                                                          |
| Bez barvy         | Odvolal účast (WD)                                                                      |
| Bez barvy         | Nezúčastnil se (prázdné)                                                                |
| Označení          | Význam                                                                                  |
| Tučnost           | Pole position                                                                           |
| Kurzíva           | Nejrychlejší kolo                                                                       |
| †                 | Jezdec nedojel do cíle, ale byl klasifikován, protože odjel více než 90 % délky závodu. |
| ‡                 | Byl udělován poloviční počet bodů, protože bylo odjeto méně než 75 % délky závodu.      |
| Horní index       | Umístění bodujících jezdců ve sprintu                                                   |

| Rok  | Tým              | Šasi          | Motor                  | 1       | 2       | 3      | 4      | 5      | 6      | 7      | 8       | 9      | 10      | 11     | 12     | 13     | 14     | 15     | 16      | 17     | 18     | 19     | Body | Umístění  |
| ---- | ---------------- | ------------- | ---------------------- | ------- | ------- | ------ | ------ | ------ | ------ | ------ | ------- | ------ | ------- | ------ | ------ | ------ | ------ | ------ | ------- | ------ | ------ | ------ | ---- | --------- |
| 2014 | Caterham F1 Team | Caterham CT05 | Renault Energy F1-2014 | AUS     | MAL     | BHR    | CHN    | ESP    | MON    | CAN    | AUT     | GBR    | GER     | HUN    | BEL    | ITA    | SIN    | JPN    | RUS     | USA    | BRA    | ABU 17 | 0    | 23. místo |
| 2015 | Manor Racing MRT | Manor MR03B   | Ferrari 059/3          | AUS DNP | MAL DNS | CHN 15 | BHR 16 | ESP 17 | MON 17 | CAN 17 | AUT Ret | GBR 13 | HUN 16† | BEL 16 | ITA 15 | SIN 15 | JPN 19 | RUS 14 | USA Ret | MEX 16 | BRA 17 | ABU 18 | 0    | 21. místo |